# فابيان بيريز
فابيان بيريز (بالإسبانية: Fabián Pérez)‏ هو رسام أرجنتيني، ولد في 2 نوفمبر 1967 في بوينس آيرس في الأرجنتين.